# Donkereind
Donkereind is een buurtschap in de gemeente De Ronde Venen. Het wordt vaak bij Vinkeveen gerekend. De buurtschap ligt ten zuiden van Vinkeveen, onder Demmerik, en ten oosten van Wilnis.
Dorpen: Abcoude · Amstelhoek · Baambrugge · De Hoef · Mijdrecht · Vinkeveen · Waverveen · Wilnis

Buurtschappen: Aan de Zuwe · Achterbos · Baambrugse Zuwe · Botshol · Demmerik · Donkereind · Geer · Gemaal · Groenlandsekade · Kromme Mijdrecht · Mennonietenbuurt · Nessersluis · Stokkelaarsbrug · Vinkenkade

Utrecht · Plaatsen in de provincie      Nederland · Provincies · Gemeenten